# سیارک ۱۰۰۱
سیارک ۱۰۰۱ (به انگلیسی: 1001 Gaussia، نامگذاری:1923OA) هزار و یکمین سیارک کشف شده‌است که در ۸ اوت ۱۹۲۳ و در رصدخانه سایمیز کشف شد.
قدر مطلق سیارک برابر ۹٫۷۷ است.